# 国王岛
国王岛（Kungsholmen）是瑞典梅拉伦湖的一个岛屿，为斯德哥尔摩市区的一部分，位于骑士湾（Riddarfjärden）以北，历史上属于烏普蘭省。
国王岛面积3.9平方公里，周长8.9公里。最高点海拔47米。总人口56,754（2007年12月31日）。
国王岛上最著名的建筑是东端的斯德哥尔摩市政厅，兴建于1911－1923年。其他重要建筑还有法院、今日新闻塔、西桥等。